# Markea spruceana
Markea spruceana är en potatisväxtart som beskrevs av A.T. Hunziker. Markea spruceana ingår i släktet Markea och familjen potatisväxter. Inga underarter finns listade i Catalogue of Life.